# パパは何でも知っている
パパは何でも知っている（ぱぱはなんでもしっている、原題：Father Knows Best）は1949年4月25日から1954年3月25日までアメリカのNBCラジオで、1954年10月3日から1960年9月17日までNBC（テレビ）とCBSで全203話が放送され、人気を博したロバート・ヤング主演のシチュエーション・コメディ。
日本では1958年8月3日から1964年3月29日まで日本テレビ系列で日本語吹替版で放映された。それとは別に、アメリカでのラジオドラマ版も元に、第1話「ベティが結婚!?」と第2話「嵐を呼ぶ家政婦」の日本語版がでじじ発行・パンローリング発売により2011年1月17日からオーディオブック（CD2枚組）が発売された（後にオーディオブック配信サービスからデータ配信もされた）。

## あらすじ
アメリカ中西部の架空の街・スプリングフィールドのメープル通り南607番に住む中流家庭、アンダーソン一家（ゼネラル保険の部長で営業マンのパパと賢明なママ、3人の子供達:ベティ、バド、キャシー）に巻き起こる事柄を描いた、一話25分のホームドラマ。

## 出演者
- ジェームズ・アンダーソン（ジム）: ロバート・ヤング
- マーガレット・アンダーソン： ジェーン・ワイアット
- エリザベス・アンダーソン（ベティ）: エリノア・ドナヒュー
- ジェームズ・アンダーソン,Jr（バド）: ビリー・グレイ
- キャスリーン・アンダーソン（キャシー）: ローレン・チャピン

### 日本語吹替の声の出演
- ジム（パパ）: 小池朝雄
- マーガレット（ママ）: 樺島とし子
- ベティ: 白銀道子
- バド: 八代駿
- キャシー: 武藤礼子

## 日本での放送時間と提供
- 日曜 21:15 - 21:45（1958年8月3日 - 10月5日）
- 日曜 20:30 - 21:00（1958年10月12日 - 1959年5月10日）
- 日曜 19:00 - 19:30（1959年5月17日 - 6月28日）
- 月曜 20:30 - 21:00（1959年7月6日 - 1962年9月24日）
- 日曜 10:30 - 11:00（1962年10月7日 - 1964年3月29日）

月曜日時代は寿屋（現在：サントリー）、日曜日時代はセーラー万年筆のそれぞれ一社提供。

## 日本でのネット局
- 日本テレビ（同時ネット）
- 北日本放送：日曜20:30 - 21:00（1959年時点）[1]

## 受賞
- 第8回（1956年）プライムタイム・エミー賞（ドラマ部門）最優秀主演男優賞受賞：ロバート・ヤング（Robert Young）
- 第9回（1957年）プライムタイム・エミー賞（ドラマ部門）最優秀主演男優賞受賞：ロバート・ヤング（Robert Young）
- 第9回（1957年）プライムタイム・エミー賞（コメディ部門）最優秀主演女優賞受賞：ジェーン・ワイアット（Jane Wyatt）
- 第11回（1959年）プライムタイム・エミー賞（コメディ部門）最優秀演出監督賞受賞：ピーター・トゥークスブリー（Peter Tewksbury）
- 第11回（1959年）プライムタイム・エミー賞（コメディ部門）最優秀主演女優賞受賞：ジェーン・ワイアット（Jane Wyatt）
- 第12回（1960年）プライムタイム・エミー賞（コメディ部門）最優秀主演女優賞受賞：ジェーン・ワイアット（Jane Wyatt）

## エピソード
- ジム・アンダーソン役のロバート・ヤングは2004年6月20日発行のアメリカ版TVガイドで「テレビに現れたもっとも偉大な父親達」で第6位に選出されている。

## 参考資料
- 『パパは何でも知っている・20年ぶりの再会編』（テレビ映画）：Father Knows Best Reunion（1977年）
- 『感激・パパは何でも知っているスペシャル／メリークリスマス再会編』（テレビ映画）：Father Knows Best: Home For Christmas（1977年）